# نام‌شناسی انسان
نام‌شناسی انسان یا انتروپونمی (به انگلیسی: Anthroponymy) شاخه‌ای از علم نام‌شناسی است که به مطالعهٔ نام انسان می‌پردازد. زبان‌شناسان به کمک مورخان سیاسی و جغرافیدانان و ژن‌شناسان در این علم به انسان‌شناسی می‌پردازند. زیر شاخه‌های این علم شامل موارد زیر است:
- نام کوچک
- نام خانوادگی
- طایفه
- Matronym
- پدرنامی
- Teknonyms
- لقب
- Ethnonym
  - نام خارجی و داخلی